# Chaetozone macrophthalma
Chaetozone macrophthalma är en ringmaskart som beskrevs av Langerhans 1881. Chaetozone macrophthalma ingår i släktet Chaetozone och familjen Cirratulidae. Inga underarter finns listade i Catalogue of Life.